# 동경 130도
동경 130도(東經百三十度)는 본초 자오선에서 동쪽으로 130도 떨어진 경선이다. 북극점에서 시작하여 북극해와 아시아, 태평양, 오스트랄라시아, 인도양, 남극해, 남극을 거쳐 남극점에 이른다.
북극점에서 남극점까지 동경 130도선은 다음 지역을 지나간다.
| 좌표                                                    | 나라, 지역, 해역       | 주석 |
| ------------------------------------------------------- | ---------------------- | --- |
| 북위 90° 0′ 동경 130° 0′  / 북위 90.000° 동경 130.000°  | 북극해                 | |
| 북위 77° 14′ 동경 130° 0′  / 북위 77.233° 동경 130.000° | 랍테프해               | |
| 북위 71° 5′ 동경 130° 0′  / 북위 71.083° 동경 130.000°  | 러시아                 | |
| 북위 49° 0′ 동경 130° 0′  / 북위 49.000° 동경 130.000°  | 중화인민공화국         | 헤이룽장성 지린성 |
| 북위 42° 58′ 동경 130° 0′  / 북위 42.967° 동경 130.000° | 조선민주주의인민공화국 | 함경북도 |
| 북위 42° 0′ 동경 130° 0′  / 북위 42.000° 동경 130.000°  | 동해 대한민국          | 강원특별자치도와 울릉도 사이를 지난다.                                                                                                  |
| 북위 33° 27′ 동경 130° 0′  / 북위 33.450° 동경 130.000° | 일본                   | 규슈 섬 — 사가현 — 나가사키현 |
| 북위 32° 45′ 동경 130° 0′  / 북위 32.750° 동경 130.000° | 동중국해               | |
| 북위 32° 23′ 동경 130° 0′  / 북위 32.383° 동경 130.000° | 일본                   | 아마쿠사 제도의 시모시마섬 — 구마모토현                                                                                                 |
| 북위 32° 14′ 동경 130° 0′  / 북위 32.233° 동경 130.000° | 동중국해               | 일본의 고시키지마 열도 바로 동쪽을 지난다. 일본 오스미 제도의 구로시마 섬 바로 동쪽을 지난다. 일본의 구치노에라부섬 바로 서쪽을 지난다. |
| 북위 30° 0′ 동경 130° 0′  / 북위 30.000° 동경 130.000°  | 태평양                 | 일본의 구치노섬 바로 동쪽을 지난다. |
| 북위 28° 21′ 동경 130° 0′  / 북위 28.350° 동경 130.000° | 일본                   | 기카이섬 — 가고시마현 |
| 북위 28° 18′ 동경 130° 0′  / 북위 28.300° 동경 130.000° | 태평양                 | |
| 북위 0° 14′ 동경 130° 0′  / 북위 0.233° 동경 130.000°   | 할마헤라해             | 인도네시아의 여러 작은 섬을 지난다. |
| 남위 1° 45′ 동경 130° 0′  / 남위 1.750° 동경 130.000°   | 인도네시아             | 미솔섬 |
| 남위 2° 1′ 동경 130° 0′  / 남위 2.017° 동경 130.000°    | 스람해                 | |
| 남위 2° 59′ 동경 130° 0′  / 남위 2.983° 동경 130.000°   | 인도네시아             | 스람섬 |
| 남위 3° 29′ 동경 130° 0′  / 남위 3.483° 동경 130.000°   | 반다해                 | 반다 제도를 지난다. |
| 남위 6° 18′ 동경 130° 0′  / 남위 6.300° 동경 130.000°   | 인도네시아             | 스루아섬 |
| 남위 6° 19′ 동경 130° 0′  / 남위 6.317° 동경 130.000°   | 반다해                 | |
| 남위 7° 42′ 동경 130° 0′  / 남위 7.700° 동경 130.000°   | 인도네시아             | 다웨라섬 |
| 남위 7° 44′ 동경 130° 0′  / 남위 7.733° 동경 130.000°   | 티모르해               | 오스트레일리아 노던 준주의 배서스트섬 바로 서쪽을 지난다.                                                                               |
| 남위 13° 31′ 동경 130° 0′  / 남위 13.517° 동경 130.000° | 오스트레일리아         | 노던 준주 사우스오스트레일리아주 |
| 남위 31° 35′ 동경 130° 0′  / 남위 31.583° 동경 130.000° | 인도양                 | 오스트레일리아 정부는 이 해역을 남극해의 일부로 취급한다.                                                                               |
| 남위 60° 0′ 동경 130° 0′  / 남위 60.000° 동경 130.000°  | 남극해                 | |
| 남위 65° 59′ 동경 130° 0′  / 남위 65.983° 동경 130.000° | 남극                   | 오스트레일리아령 남극 지역, 오스트레일리아가 영유권을 주장한다.                                                                         |

## 같이 보기
- 동경 129도
- 동경 131도